# Inglisild
Le pont de l’ange  (en estonien : Inglisild) est un pont de circulation douce construit sur Toomemägi de Tartu en Estonie.

## Présentation
Conçu par Johann Wilhelm Krause, le pont bâti sur Toomemägi a été achevé en 1816.
Le pont a pris sa forme actuelle en 1836 selon les plans du professeur d'architecture de l'Université de Tartu, Moritz Hermann von Jacobi.
En 1913, lors de la rénovation, un médaillon commémoratif de Georg Friedrich von Parrot sculptée par  Constanze von Wetter-Rosenthal et portant le texte de dédicace « Primo rector universitatis Dorpatensis » (« Premier recteur de l'Université de Tartu ») a été fixé sur le pont. 
La même année, un deuxième pont plus sombre a été achevé sur Toomemägi, qui, contrairement au pont de l’Ange, était populairement surnommé Kuradisild (Pont du Diable).
Dans la nuit du 21 avril 2012, le pont a été incendié.

## Galerie

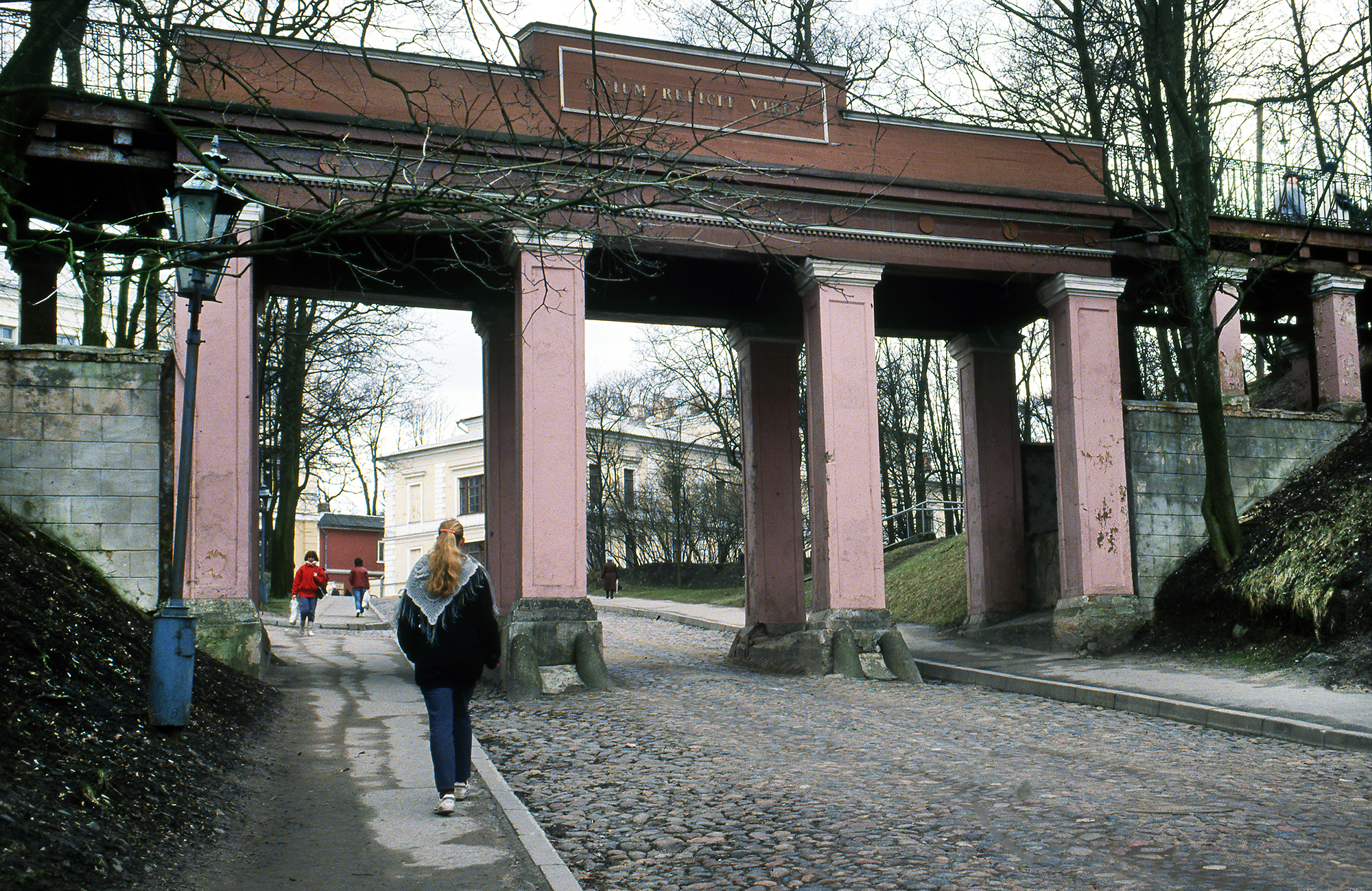
Le pont de l'ange en 1991.
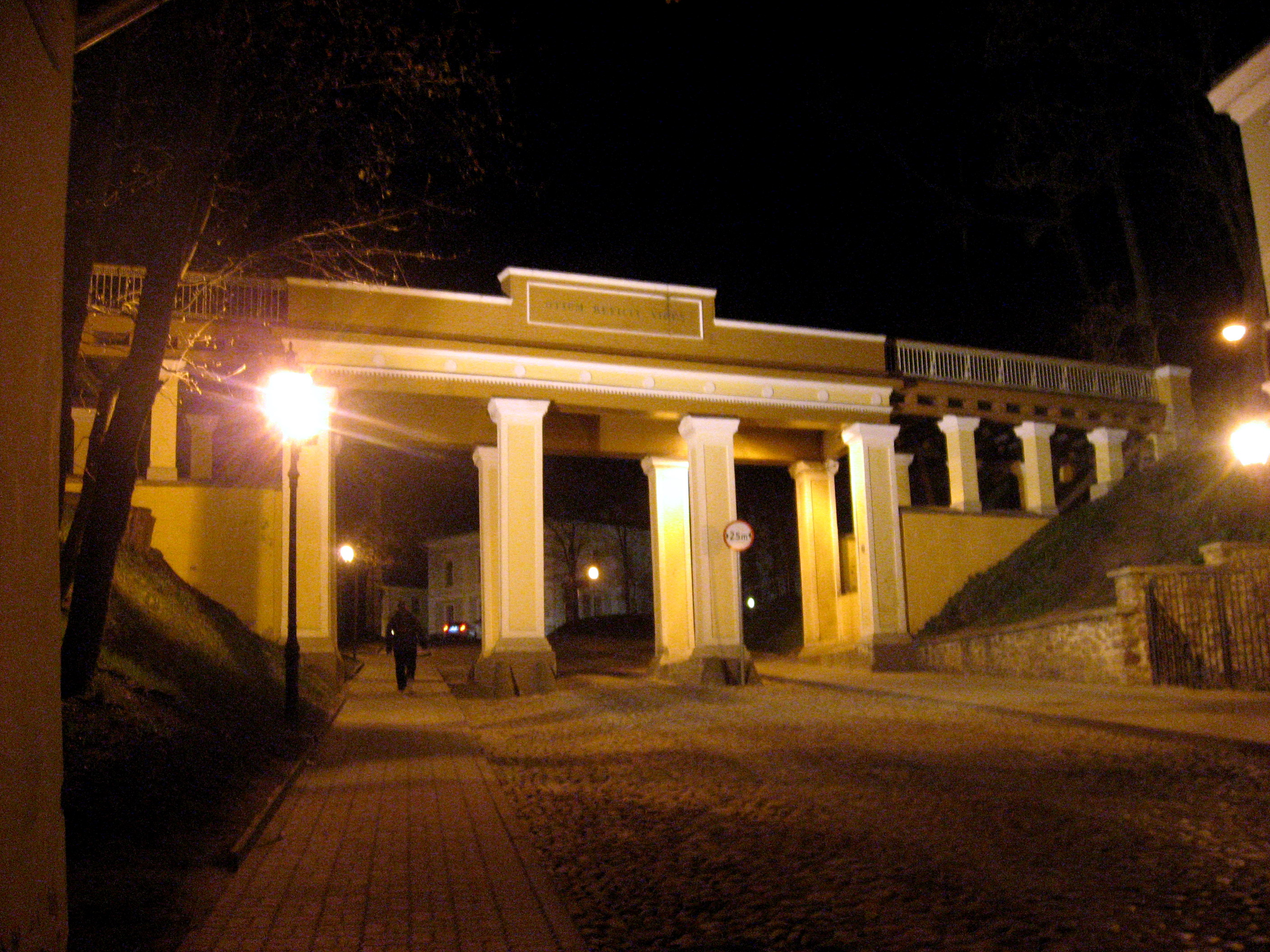
Le pont de l'ange en 2008.
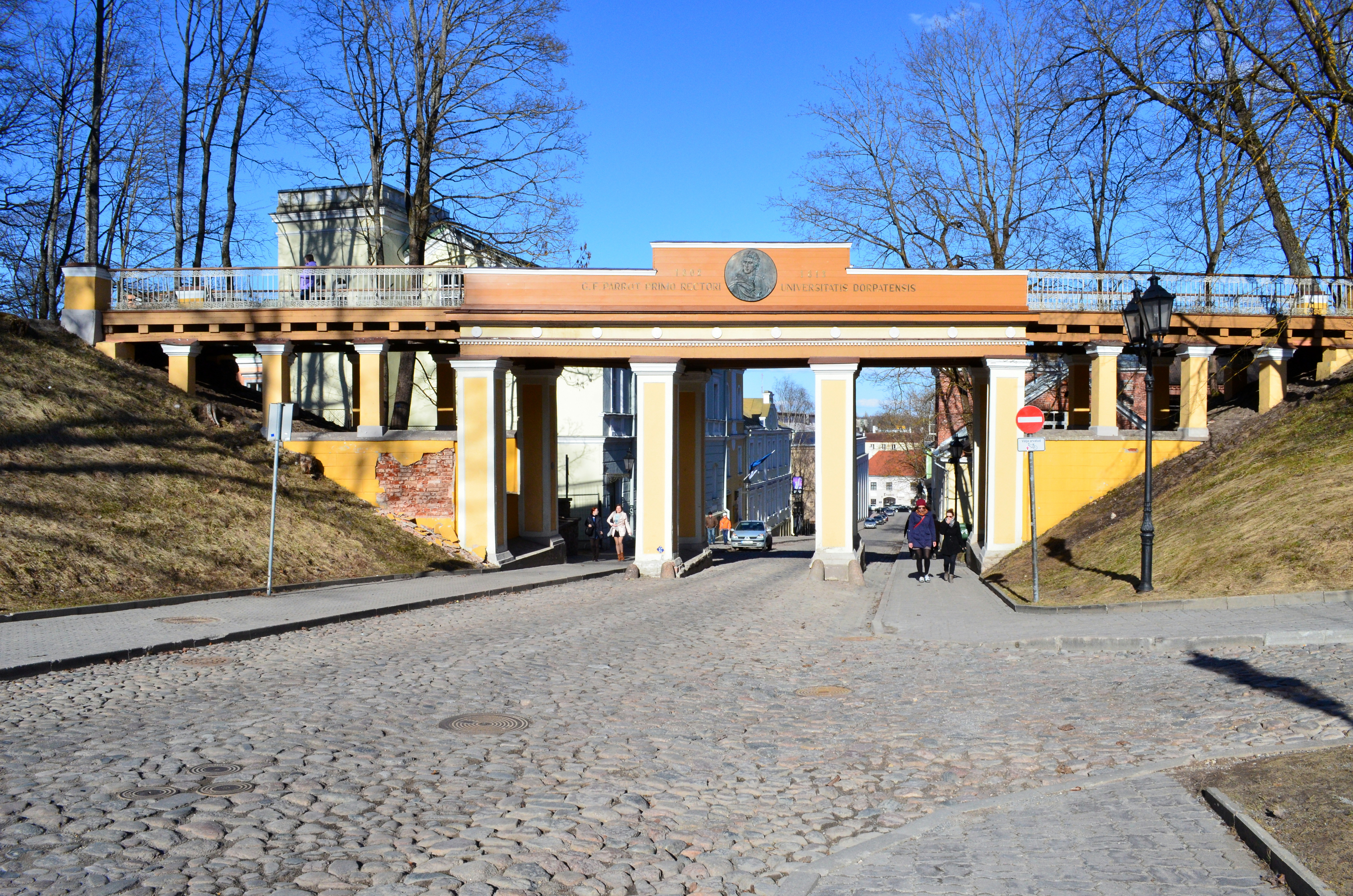
Le pont de l'ange en 2013.
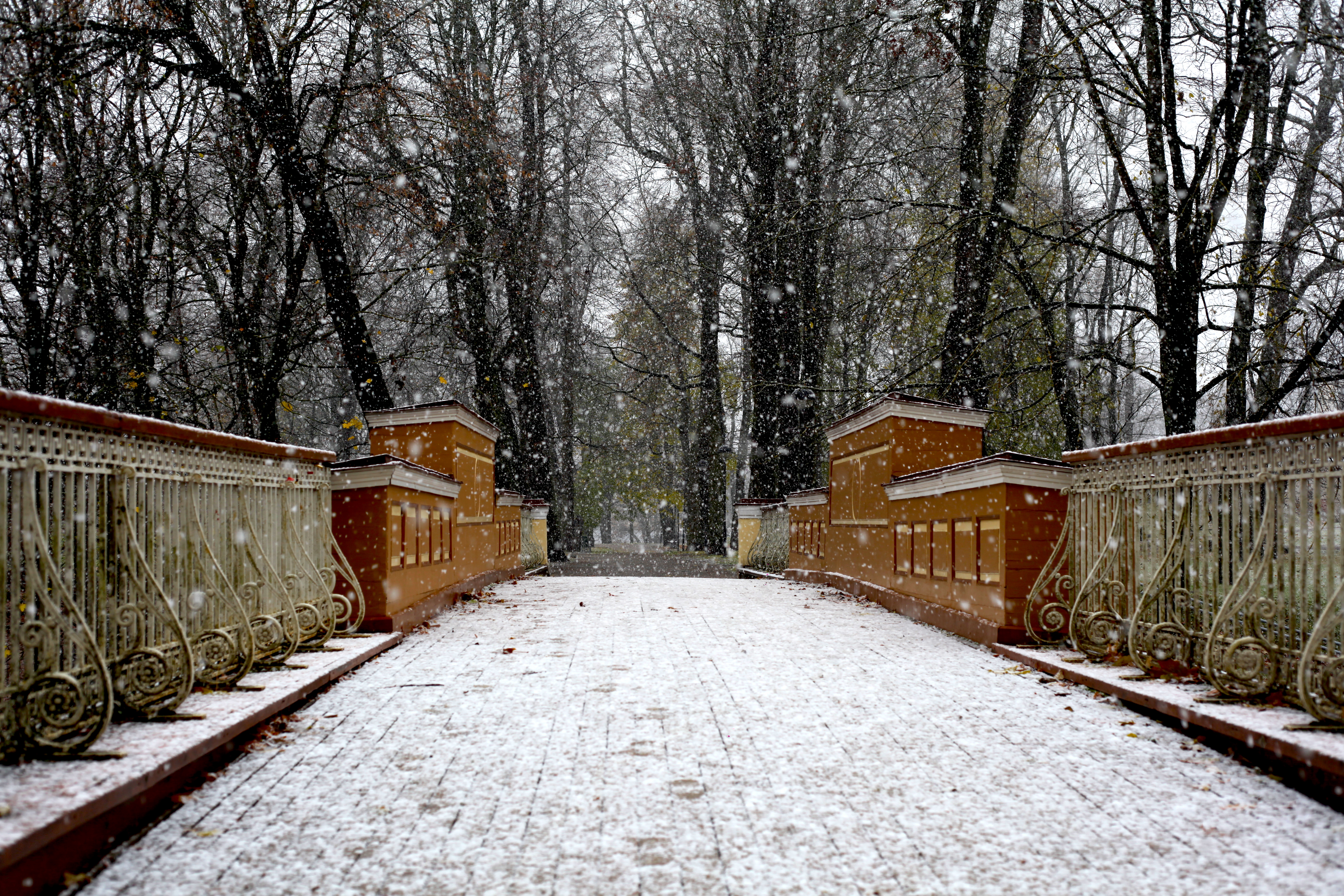
Le pont de l'ange en 2016.